# Βアルミナ固体電解質
βアルミナ固体電解質（ベータアルミナこたいでんかいしつ、英: Beta-alumina solid electrolyte、BASE）とは、イオン導電体材料（固体電解質）で、半透膜として複数の溶融塩電解質電池に使用される。代替品は知られていない。

## 概要
β－アルミナは酸化アルミニウム (Al2O3) の多形ではなく、ナトリウムを含んだ酸化アルミニウムを酸化アルミニウムの多形と誤解して命名されたものである。通常は、Na2O-11Al2O3 の組成で知られ、結晶やセラミックスとして得られ、固体でありながらナトリウムイオンが移動できるため、固体電解質と呼ばれている。Na+、K+、Li+、Ag+、H+、Pb2+、Sr2+ または Ba2+ のイオンなどが移動する。
構造は、アルミナブロックが作る二次元の層間にナトリウムイオンが分布し、その層間をナトリウムイオンは高速で移動する（超イオン導電性）。アルミナブロックの重なり方により、β-aluminaとβ"-alumin（βダブルプライムアルミナ）の2種類が存在する。
BASEはフォード自動車が電気自動車のバッテリーとしてナトリウム・硫黄電池（NaS電池）を開発する過程で最初に開発した。NaS電池は陽極に硫黄、陰極にナトリウムを活物質として使用する。β－アルミナは高温でナトリウムイオン伝導性を持つので電解質として使用される。300℃ で作動し、両極とも液体であるが、電解質は固体である。内部抵抗は低く保たれ NaS電池は優れた特性を示す。充放電により継続的に使用できる。その後、日本ガイシなどが定置用の大規模蓄電池として研究開発を行い、NAS電池の名称で商品化に成功した。既にいくつかの商業施設では停電対策や負荷平準化に用いられている。最近では、太陽光や風力などの自然エネルギーの欠点である、電力出力の変動を吸収する平準化用として、あるいは夜間電力を蓄電し昼間のピーク需要時に放電するピークシフト用として注目を浴びている。β－アルミナ固体電解質の性能、耐久性がナトリウム硫黄電池の鍵を握っているといっても過言ではない。
ZEBRA電池にもβ－アルミナ固体電解質が用いられる。その場合、350℃、200MPa の高温高圧化で使用される。電解質の厚みはわずか 1.25mm である。低価格で10年間の耐久性を要求される。電気自動車の場合だと振動、急激な負荷変動充放電にも耐える必要がある。多くの場合ゾルゲル法で製造される。
BASEはアルカリ金属熱電変換機 (AMTEC) にも使用される。AMTECは高効率の直接熱から電気に変換する素子である。BASE膜を透過する時に発電する。BASEはいくつかの溶融炭酸塩型燃料電池でも使用される。
ダウンズ法の改良としてβ－アルミナを隔壁として利用する提案もある。

## 劣化
カルシウムイオンが不純物として存在すると、強度が低下、クラックが生じ破壊される。負極において金属ナトリウムとβ－アルミナが反応して出来た酸素欠陥でカルシウム、ナトリウム、アルミナが複合酸化物を形成しこれがクラックの起点になる。